# Коментиол (брат цара Фоке)
Коментиол или Коментиул ( грч. Κομεντίολος; умро 610/611. године) био је брат источноримског цара Фоке ( 602–610).
Ништа се не зна о његовом раном животу осим да је био син Доментције, заједно са Фоком и каснијим магистер оффициорум Доментциолом. Цар Фока га је уздигао у ранг  патриција и на место магистер милитум, био је задужен за источну војску Византијског царства која се суочила са Сасанидским Персијанцима када је цара Фоку збацио и погубио Ираклије (р. 610–641) 610. године.
Коментиол је одбио да призна Ираклија за цара и, враћајући трупе у зимовнике у Анкири, планирао је да нападне Константинопољ и освети се за смрт своје браће Фоке и Доментциола. Ираклије је помиловао његовог братанца, Доментциоловог сина (који се такође звао Доментциол ), и послао поштованог бившег генерала Филипика као изасланика. Коментиол је заточио Филипика и запретио му да ће га погубити, али га је и сам убио патриције Јустин (крајем 610. или 611. године). Побуна, а са њом и озбиљна претња Ираклијевом још увек климавом држању власти, умрла је са њим.